# Maianthemum flexuosum
Maianthemum flexuosum là một loài thực vật có hoa trong họ Măng tây. Loài này được (Bertol.) LaFrankie mô tả khoa học đầu tiên năm 1986.